# Mariane Orlando
Mariane Orlando (Stoccolma, 1º giugno 1934) è un'ex ballerina svedese, prima ballerina del Balletto reale svedese dal 1952 and 1975.

## Biografia
Dopo gli studi alla scuola della Kungliga Operan, ove fu ammessa nel 1942, nel 1952 divenne la più giovane prima ballerina del Balletto reale svedese. Nel 1953 danzò nel suo primo grande ruolo, quello di Odette e Odile ne Il lago dei cigni, e negli anni successivi interpretò i maggiori ruoli del repertorio classico e romantico, come l'eponima protagonista in Giselle e Aurora ne La bella addormentata. 
Il suo repertorio moderno annoverava anche i ruoli della prescelta ne La sagra della primavera, Hagar nel Pillar of Fire di Antony Tudor, l'eponima protagonista nella Medea di Birgit Cullberg e coreografie di José Limón ed Eliot Feld. Caratterizzata da grandi doti tecniche e musicalità, fu étoile ospite dell'American Ballet Theater durante il 1961 insieme allo storico partner Caj Selling. Altre apparizioni internazionali includono quella alla seconda edizione del Festival internazionale del balletto di Nervi nel 1956 e all'Edinburgh Fringe nel 1959.
Anni dopo il ritiro dalle scene, tornò ad apparire all'Opera reale svedese nel novembre 1991, quando Ingmar Bergman la volle nell'opera Backanterna, poi filmata anche per la televisione. Nel 2008 interpretò la Regina in un allestimento de Il lago dei cigni a Pechino.